# مالکو آسنووو
مالکو آسنووو (به بلغاری: Malko Asenovo) یک منطقهٔ مسکونی در بلغارستان است که در شهرستان دیمیترووگراد واقع شده‌است.